# Palla violinitens
Palla violinitens är en fjärilsart som beskrevs av Crowl 1890. Palla violinitens ingår i släktet Palla och familjen praktfjärilar. IUCN kategoriserar arten globalt som livskraftig. Inga underarter finns listade i Catalogue of Life.